# Eugène Jansson
Eugène Fredrik Jansson (Estocolmo, 18 de marzo de 1862-Skara, 15 de junio de 1915) fue un pintor simbolista sueco, famoso por sus paisajes en los que domina el color azul, por lo que mereció el apelativo de blåmålaren (el pintor del azul). A partir de 1904 se dedicó preferentemente a pintar desnudos masculinos.
Nació en el barrio de Normalm de Estocolmo, en el seno de una familia modesta pero con gran afición por el arte y la música, que intentaron inculcar a sus dos hijos, Eugène y su hermano menor Adrian. Eugène asistió a la Escuela Alemana de Estocolmo y recibió clases de piano. Con catorce años contrajo la escarlatina, que le provocó graves secuelas de por vida, entre otras problemas en la vista y males crónicos de oído y riñón. Se matriculó en la escuela Tekniska (hoy conocida como Konstfack, una prestigiosa institución universitaria dedicada a las Bellas Artes). Más tarde fue alumno de la Real Academia de Bellas Artes de Estocolmo, pero a diferencia de lo habitual entre sus compañeros, no completó su formación en París sino que permaneció en Escandinavia, de donde no salió hasta 1900, cuando ya era un pintor asentado y su situación económica había mejorado. Durante su juventud trabajó en el taller de retratos de un pintor local, Edvard Perséus, y pintó también algún bodegón, pero pronto se decantará por la pintura de paisajes, con los que participará en exposiciones en 1885 y 1890. Pronto se harán célebres sus vistas nocturnas, azules e iluminadas, de Estocolmo y su archipiélago. Se recreó en el color azul en sus paisajes titulados Nocturnos, en referencia a Chopin, su músico favorito.

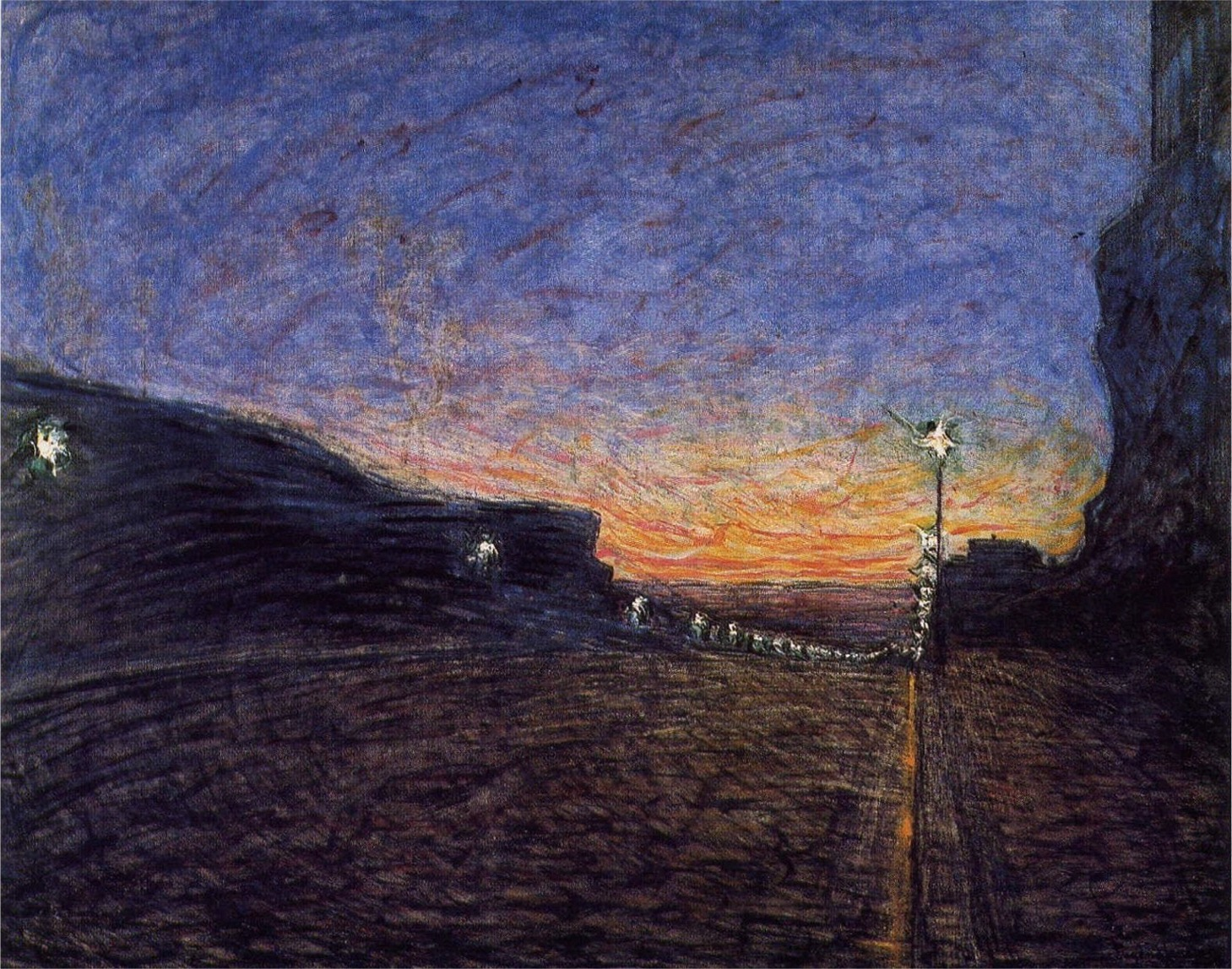
Jansson: Hornsgatan (1902).

Conoció a August Strindberg y algunos museos y mecenas comenzaron a adquirir sus obras, aunque otros le rechazaron. Hacia 1900, pintó cuadros de inspiración proletaria. Jansson fue un ferviente socialista toda su vida. 
A partir de 1904 cambió de temas pictóricos: confesó a un amigo que estaba exhausto del camino que había llevado hasta entonces y que necesitaba hacer algo distinto. A partir de entonces pintó grandes telas donde representaba cuerpos masculinos desnudos, muy atléticos, de hombres jóvenes que encontraba en los baños públicos de la Marina (él era un buen nadador) y que los utilizaba como modelos en su taller, donde, a modo de gimnasio, levantaban pesas o hacían ejercicios gimnásticos que Jansson copiaba. Los críticos e historiadores del arte han rechazado hasta ahora que este interés se debiera a razones eróticas, pero los últimos estudios (Brummer, 1999) señalan que Jansson era con toda probabilidad homosexual y que tuvo relaciones con uno de sus modelos. Su hermano menor, Adrian Jansson (que también era homosexual) destruyó tras la muerte de su hermano todos sus papeles personales y cartas, seguramente para evitar escándalos, ya que la homosexualidad fue ilegal en Suecia hasta 1944. 

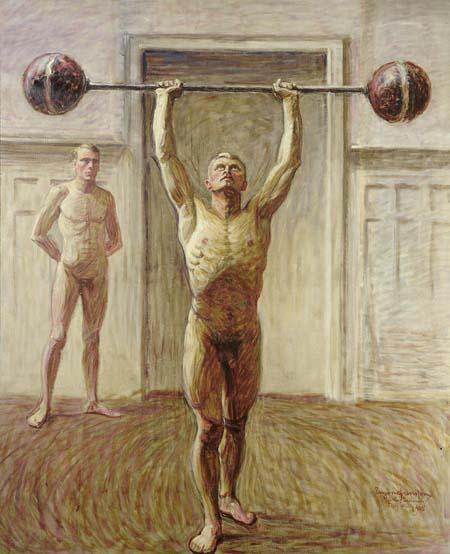
Jansson: Levantando pesas con dos brazos, II, 1913-14 (colección privada).

Eugène Jansson sufrió una hemorragia cerebral y murió en 1915.

## Exposiciones recientes
- El Museo de Orsay de París le dedicó una exposición retrospectiva en 1999, bajo el título Nocturnes suédois (Nocturnos suecos).